# Gears of War
 (mai 2012).

Logo de la franchise Gears of War.

Gears of War (renommée Gears depuis le cinquième épisode) est une série de jeux vidéo créée par Epic Games. La franchise est détenue par Microsoft depuis janvier 2014. C'est désormais le studio canadien The Coalition qui développe la série depuis le quatrième épisode.
La série est un important succès commercial sur Xbox 360, il est annoncé en novembre 2012 que plus de 19 millions exemplaires des différents opus ont été vendus dans le monde.

## La sérieGears of War
En novembre 2006, Jeff Bell de Microsoft annonce que Gears of War sera une trilogie. La bande annonce diffusée au cinéma avait pour but d'affirmer Marcus Fenix comme héros de la série. Il mettait en scène Marcus seul dans des décors sombres et des ruines tout cela sous une pluie torrentielle. En voyant Marcus seul, on pourrait penser que ce trailer prend place plus tard dans l'histoire.
Cette vidéo se termine par ailleurs sur un plan s'éloignant de Marcus, dans une situation désespérée. Seul face à une horde de Locustes et un énorme Corpser.
Cependant, récemment une rumeur affirme qu'ils ne veulent pas s'arrêter à une trilogie étant donné le succès de la série "Pourquoi s'arrêter là ?"
En 2016, le studio canadien The Coalition, basé à Vancouver, dévoile Gears of War 4. Les critiques furent très mitigées, mais malgré tout le jeu s'est bien vendu. 
Lors de l'E3 2018, The Coalition annonce Gears 5. Le studio abandonne l'appellation Gears of War pour ce cinquième épisode qui est sorti le 10 septembre 2019.

## La musique deGears of War
La musique du premier Gears Of War a été composée par Kevin Riepl, à qui on doit notamment les musiques de la saga Unreal Tournament.
En 2008, pour le second opus, Epic fait appel au compositeur de musique de films Steve Jablonsky (The Island, Transfomers, Desperate Housewives, ...) afin de donner au jeu un aspect « plus noir et plus explosif ». (Clay Duncan compose la musique additionnelle.)
Une chanson intitulée Gears of War apparaît sur le onzième album du groupe de thrash metal américain Megadeth, United Abominations. Cette chanson a été en partie inspirée par le jeu.

## Distribution
| Personnage       | Jeu                 | Jeu                   | Jeu                   | Jeu                   | Jeu            | spin-off                     | spin-off          | spin-off            |
| Personnage       | Gears of War (2006) | Gears of War 2 (2008) | Gears of War 3 (2011) | Gears of War 4 (2016) | Gears 5 (2019) | Gears of War: Judgment(2013) | Gears Pop! (2019) | Gears Tactics(2020) |
| ---------------- | ------------------- | --------------------- | --------------------- | --------------------- | -------------- | ---------------------------- | ----------------- | ------------------- |
| Marcus Fenix     | John DiMaggio       | John DiMaggio         | John DiMaggio         | John DiMaggio         | John DiMaggio  | John DiMaggio                | John DiMaggio     | John DiMaggio       |
| Dominic Santiago | Carlos Ferro        | Carlos Ferro          | Carlos Ferro          |                       |                |                              |                   |                     |
| Augustus Cole    | Lester Speight      | Lester Speight        | Lester Speight        |                       |                |                              |                   |                     |
| Damon Baird      | Fred Tatasciore     | Fred Tatasciore       | Fred Tatasciore       |                       |                |                              |                   |                     |
| Victor Hoffman   | Jamie Alcroft       | Jamie Alcroft         | Jamie Alcroft         |                       |                |                              |                   |                     |
| Anya Stroud      | Nan McNamara        | Nan McNamara          | Nan McNamara          |                       |                |                              |                   |                     |
| Chaps            | Robin Atkin Downes  | Robin Atkin Downes    |                       |                       |                |                              |                   |                     |
| Franklin         | John DiMaggio       | John DiMaggio         |                       |                       |                |                              |                   |                     |
| Minh Youn Kim    | Robin Atkin Downes  |                       |                       |                       |                |                              |                   |                     |
| Anthony Carmine  | Michael Gough       |                       |                       |                       |                |                              |                   |                     |
| RAAM             | Bradley Baker Dee   |                       |                       |                       |                |                              |                   |                     |
| Gyules           | Bruce DuBose        |                       |                       |                       |                |                              |                   |                     |
| Hanley           | Peter Jason         |                       |                       |                       |                |                              |                   |                     |
| Benjamin Carmine |                     | Michael Gough         |                       |                       |                |                              |                   |                     |
| Tai Kaliso       |                     | Fred Tatasciore       |                       |                       |                |                              |                   |                     |
| Dizzy Wallin     |                     | Peter Jason           | Peter Jason           |                       |                |                              |                   |                     |
| Skorge           |                     | Bradley Baker Dee     |                       |                       |                |                              |                   |                     |
| Maria Santiago   |                     | Courtney Ford         |                       |                       |                |                              |                   |                     |
| Niles Samson     |                     | Robin Atkin Downes    |                       |                       |                |                              |                   |                     |
| Clayton Carmine  |                     |                       | Michael Gough         |                       |                |                              |                   |                     |
| Samantha Byrnes  |                     |                       | Claudia Black         |                       |                |                              |                   |                     |
| Adam Fenix       |                     |                       | Charles Cioffi        |                       |                |                              |                   |                     |

## Produits dérivés
Gears of War est adapté en comics par Wildstorm/DC Comics depuis décembre 2008 à 2010, 15 numéros sont sortis. Les titres sont « Gears of War : Hollow » #1-6, « Gears of War: The Quickening », « Gears of War: Harper's Story », « Gears of War: Barren » #1-5, « Gears of War: Dirty Little Secrets » les scénarios sont de Joshua Ortega, Mike Capps et les dessins de Liam Sharp, Joel Gomez, Leonardo Manco & Trevor Hairsine.
Ballistic Publishing publie en 2007 « D'artiste Character Modeling 2: Digital Artists Master Class », on peut voir le travail du développement et la création des personnages du jeu.